# Medeiros Neto
Medeiros Neto é um município brasileiro do estado da Bahia. Está situado no extremo sul do estado.

## Administração
- Prefeito: Adalberto Alves Pinto (2021/2024).

## Imagens

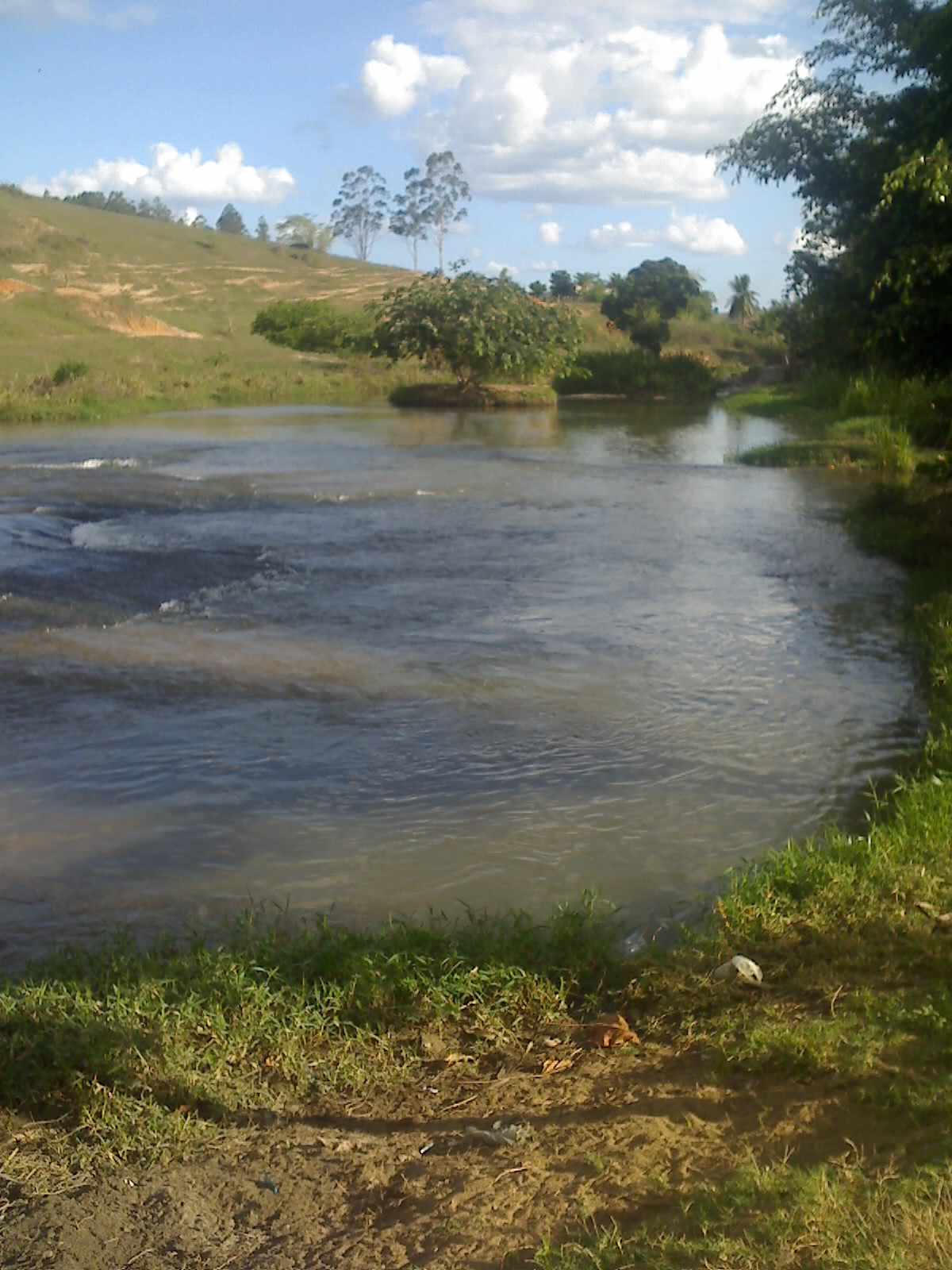
Rio Água Fria
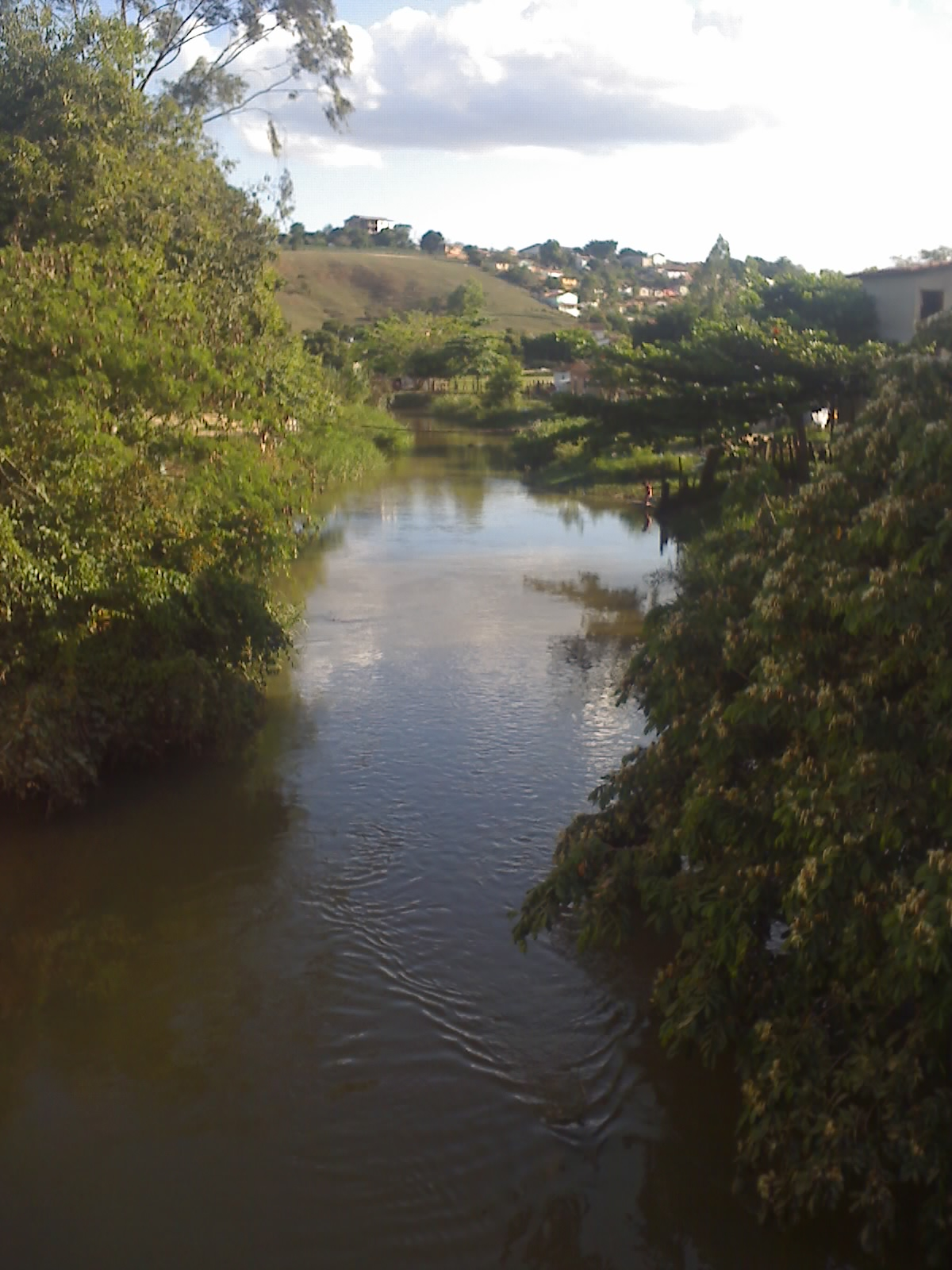
Rio Água Fria
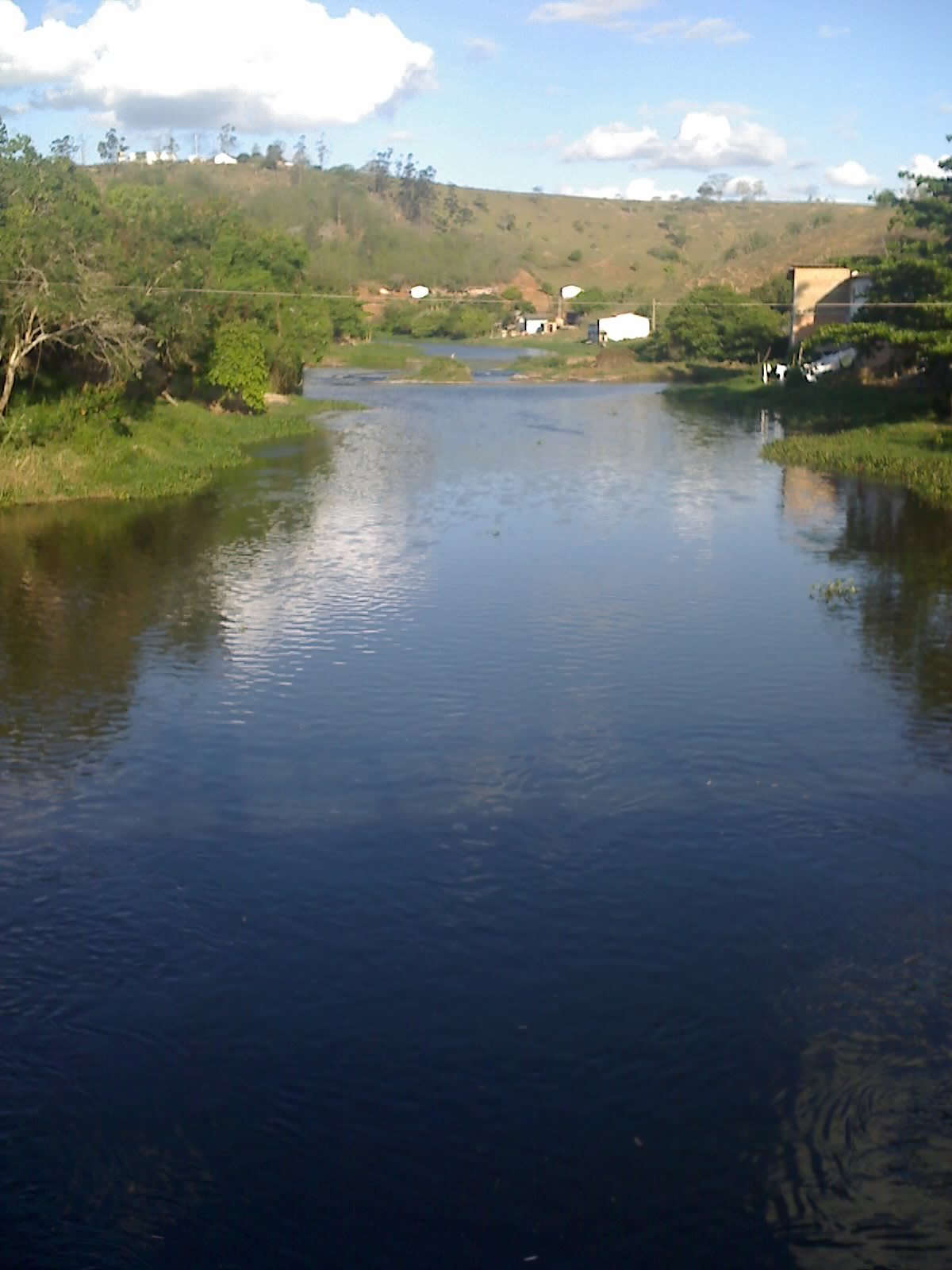
Rio Itanhém